# Carlos Collado
Carlos Collado Mena (Orleães, 12 de julho de 1938) é um político espanhol, presidente da Região de Múrcia de 1984 a 1993.

## Biografia
Nasceu em Orleães em 1938, onde seus pais residiam durante a Guerra Civil Espanhola. Em 1940, voltou à Espanha junto com sua mãe e irmãos, ficando o pai no exílio na França. Após seu retorno a Almendricos, aldeia no município de Lorca, cursou seus primeiros estudos nesta localidade. Anos depois voltou à França, na cidade de Biarritz, por razões de trabalho.

### Formação e docência
Em 1965, formou-se em Filosofia e Letras pela Universidade Complutense de Madrid. No ano seguinte, tornou-se professor da escola de Assistentes Técnicos Médicos (ATS) da faculdade de medicina da universidade.
Em 1969, ingressou como professor no Instituto de Licenciatura Carlos III, na cidade de Águilas. A partir de 1978, lecionou filosofia na Escola Secundária Alfonso X o Sábio, na cidade de Múrcia, permanecendo em licença para cargos públicos de 1979 a 1993. Após seu retorno ao Instituto, ele ocupou o cargo de diretor de 2000 a 2007.

### Presidente da Assembleia Regional de Múrcia
Membro do PSOE, foi eleito vereador de Águilas, em 1979. Posteriormente, assumiu a presidência da deputação provincial de Múrcia. Em 16 de julho de 1982, Carlos Collado foi eleito presidente da Assembleia Regional Provisória de Múrcia com 21 votos a favor.
Durante as eleições autonómicas de 8 de maio de 1983, foi eleito deputado regional. Na abertura da legislatura em 28 de maio, foi eleito por unanimidade pelos 43 parlamentares como presidente da Assembleia Regional, aos 44 anos de idade.

### Presidente da Região de Múrcia
Após a renúncia de Andrés Hernández Ros, em 9 de março de 1984, envolvido em um escândalo por suposto crime de suborno a jornalistas, foi eleito pelo Partido Socialista da Região de Murcia-PSOE (PSRM-PSOE) para assumir o seu cargo. Em seguida, compareceu frente aos deputados regionais no dia 27 de março, com um discurso focado em austeridade e na gestão rigorosa das finanças públicas regionais, anunciando também que estava desistindo de criar uma televisão pública autonómica. Carlos Collado foi então investido presidente da região de Murcia por 26 votos a favor, 14 votos contra e 1 abstenção. Ele foi empossado oficialmente no cargo em 31 de março de 1984.
Mantendo-se à frente nas eleições autonómicas de 10 de junho de 1987, obteve 44,1% dos votos expressos e 25 deputados de 45, conservando a maioria absoluta que os socialistas tinham na Assembleia. Ele foi investido para um segundo mandato como Presidente da Comunidade Autônoma em 20 de julho por 25 votos a favor, 17 contra e 2 abstenções. Sua reeleição foi oficialmente efetivada em 23 de julho de 1987. Em 24 de abril de 1988, foi eleito secretário-geral do PSRM-PSOE com 81,2% dos votos expressos, tendo sua lista de candidatos ao comitê regional recebido o apoio de 65,7% dos votos, contra 31,8% do seu antecessor, Enrique Amat. Apenas dois anos depois, sua lista foi derrotada por três votos para a ala de seus adversários internos, mas o líder desta última decidiu mantê-lo no cargo. Posteriormente, em 18 de dezembro de 1990, acabou substituído como presidente do partido por Juan Manuel Cañizares, que naquele momento ocupava o cargo de vice-secretário geral.
Nas eleições autonómicas realizadas em 26 de maio de 1991, os socialistas ganharam novamente, obtendo 45,7% dos votos e 24 dos 45 deputados. A Assembleia o reintegrou como Presidente da Região de Múrcia em 21 de junho, recebendo 24 votos a favor, 17 contra e 4 abstenções.

### Demissão e fim da carreira
Em 9 de março de 1993, quando a Assembleia Regional começou a considerar uma moção de censura apresentada pelo Partido Popular da Região de Murcia (PPRM), o Tribunal Superior de Justiça entregou ao Ministério Público uma investigação elaborada por uma comissão parlamentar acusando-o de prevaricação e peculato na compra do terreno da "Finca Casa Grande". A compra dos terrenos da Finca Casa Grande de La Aljorra, localidade do município de Cartagena, pela Comunidade Autônoma, foi acusada de ter sido superfaturada, e teria como objetivo inicial ser cedida para abrigar um milionário investimento da empresa americana General Electric na região.
Embora o grupo parlamentar socialista tenha votado contra a moção de censura apresentada pelo PP em 10 de março, expressou apenas um tímido apoio a Collado, cujo nome não foi nem mesmo mencionado pelo porta-voz do partido, Ramón Ortiz. Apenas um mês depois, o secretário geral do PSRM-PSOE, Juan Manuel Cañizares, e o porta-voz da liderança regional do partido e então presidente da Assembleia Regional, Miguel Navarro, o exortou publicamente a renunciar.
Ele apresentou sua carta oficial de demissão à Assembleia Regional em 19 de abril de 1993, tendo o PSRM-PSOE escolhido a vice-presidente do Parlamento autônomo, María Antonia Martínez, para suceder-lhe. Ele foi oficialmente demitido de suas funções em 3 de maio.
Ele foi definitivamente absolvido do "caso Casa Grande" pelo Tribunal de Contas em 1997.